# 銀河バルジ

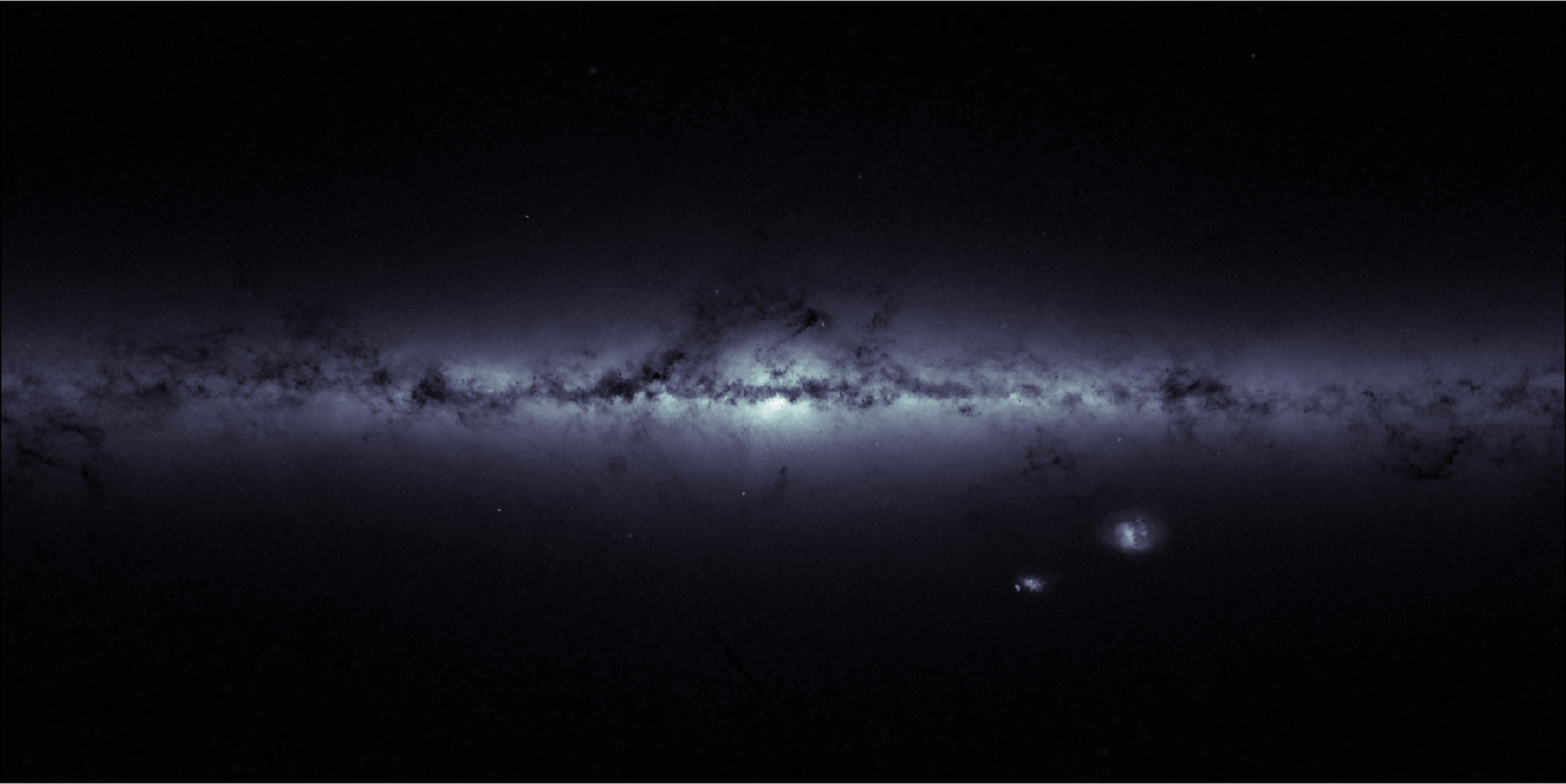
銀河系を横から見た図。中央の白い部分がバルジ。

銀河バルジ（ぎんがバルジ、英語: galactic bulge）は、渦巻銀河や棒渦巻銀河の中心部に存在するふくらみ。「バルジ」は英語で「膨らみ」という意味。単にバルジとも。
これらの銀河は横から見ると凸レンズ状をしており、中央に球形のふくらみが存在し、周りのディスクと比べて若干盛り上がっている。これをバルジと呼ぶ。バルジには年老いた恒星が数多く集まっていると考えられている。また、銀河の中心部には超大質量ブラックホールがあると推定され、その重力により星が集まっているのだと考えられている。
なお、銀河系のバルジは、直径1万5000光年ほどといわれている。